# Wymuszenie rozbójnicze
Wymuszenie rozbójnicze – występek polegający na doprowadzeniu innej osoby do rozporządzenia mieniem własnym lub cudzym albo do zaprzestania działalności gospodarczej poprzez zastosowanie wobec niej przemocy, groźby zamachu na życie, zdrowie lub groźby gwałtownego zamachu na mienie. Sprawca musi działać w celu osiągnięcia korzyści majątkowej dla siebie lub dla kogoś innego.
Wymuszenie rozbójnicze różni się od rozboju odstępem czasowym pomiędzy działaniem sprawcy a reakcją pokrzywdzonego, podczas którego pokrzywdzony nie pozostaje pod bezpośrednim wpływem zmuszającego. Wyjątkowo tylko zachowania te mogą występować równocześnie a to w wypadku niszczenia mienia pokrzywdzonego przez sprawcę lub grożenia takimi zniszczeniami w celu zmuszenia pokrzywdzonego do działań o wskazanym charakterze.